# Gluviopsis paphlagoniae
Gluviopsis paphlagoniae es una especie de arácnido  del orden Solifugae de la familia Daesiidae.

## Distribución geográfica
Se encuentra en Turquía.